# Riedsee bei Biblis
Der Riedsee bei Biblis, auch Kärcher-Surfsee, ist Teil des Naherholungsgebietes der Gemeinde Biblis in Hessen und liegt südlich der Landesstraße L3261 zwischen dem Ort Biblis und Wattenheim umgeben von Ackerland. Der See ist überregional bekannt als Surf- und Freizeitsee mit vielseitigem Wassersportangebot. Die Uferzone im Bereich der Strandbar ist flach. Von hier erreicht man auch zum Baden das Wasser. Es gibt keine Badeaufsicht, daher erfolgt das Baden auf eigene Gefahr. Darüber hinaus wird hier auch noch Kies abgebaut.